# Aljub

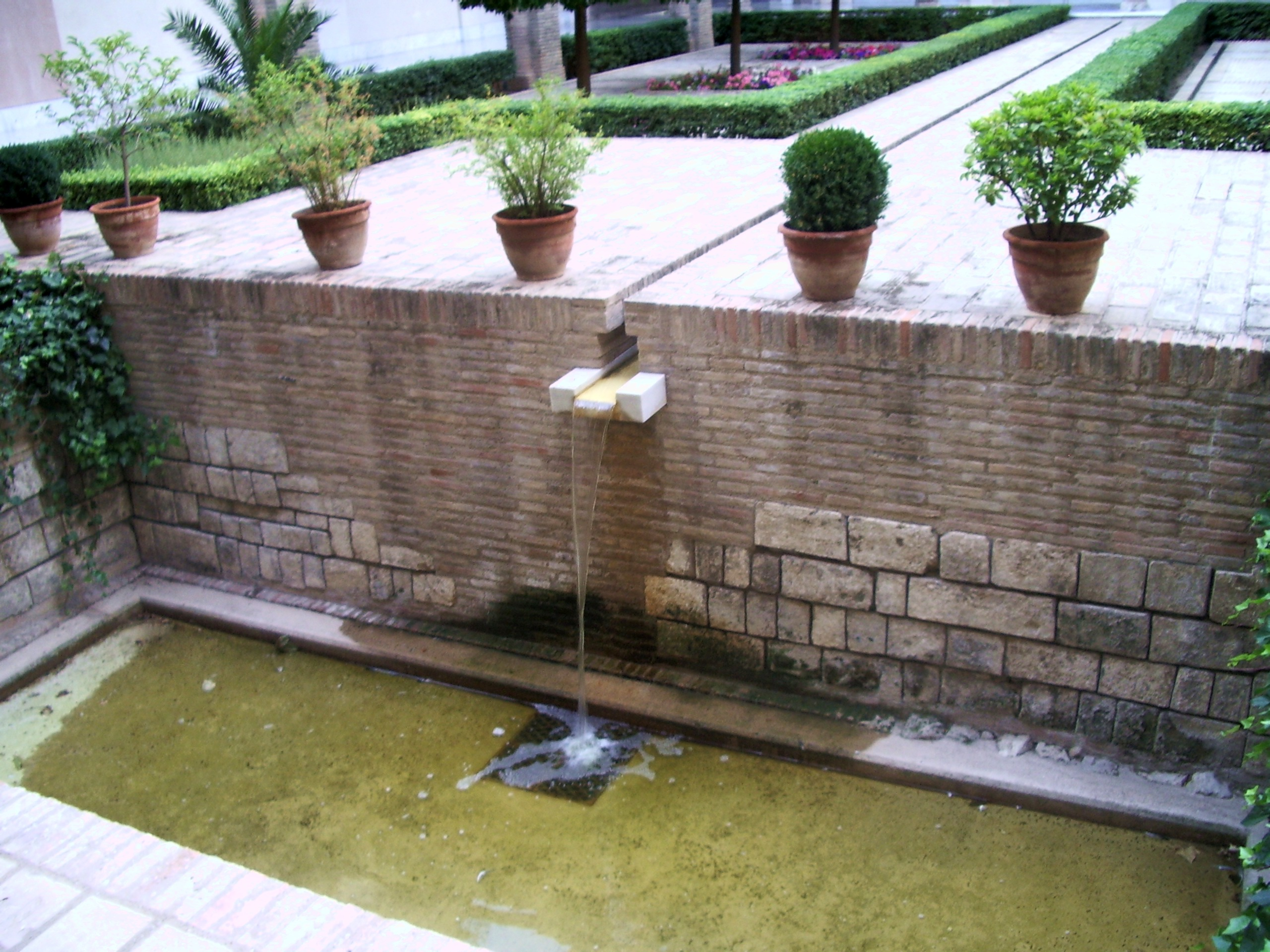
Aljub del Palau de l'Aljaferia.

L'aljub (de l'àrab hispà aljúbb, i aquest, al seu torn, de l'àrab clàssic al-ğubb, pou), és una estructura arquitectònica destinada a la recollida i emmagatzematge d'agua potable , procedent de la pluja recollida de les teulades de les cases habitualment, que es condueix mitjançant canalitzacions.

### Característiques i construcció
Els aljubs es cracteritzen per ser dipòsits normalment  subterranis, totalment o parcial.Generalment estan coberts amb voltes o cúpules i  acostuma a ser construït amb materials locals com els maons, pedra o  argamassa. Les parets internes solen ser recobertes d'una barreja de calç, sorra, òxid de ferro, argila vermella i resina de llentiscle, per impedir filtracions i la putrefacció de l'aigua que conté. La capacitat dels aljubs variava segons les necessitats de la comunitat o la finca agrícola on es trobaven.
Durant molt de temps ha sigut l'única font d'aigua potable en moltes localitats, com Capri, on posteriorment va ser complementada amb la importació d'aigua des de la península italiana. També es va convertir en l'única forma d'abastir barris sencers, com va passar en l'època musulmana a l'emblemàtic barri de l'Albaicín de Granada; construccions que encara segueixen en ús.
En anys recents (des del 1970), aquesta manera d'emmagatzemar aigua s'ha anat implantant en algunes petites localitats aïllades al Salvador, per exemple en els vessants del volcà Chinchontepec, a prop de San Vicente.
Els antics maies de la península de Yucatán, a més de l'aigua obtinguda dels cenotes, tenien aljubs subterranis anomenats chultunes per a l'emmagatzematge d'aigua de pluja.
Aquest sistema també s'ha utilitzat, i es continua utilitzat, en algunes de les Illes Canàries, on és part inseparable de la construcció d'un habitatge. Tal és la seva importància per a la vida diària que les aigües que omplen l'aljub pertanyen al propietari de la casa, encara que provinguin de teulades o canals d'habitatges confrontants. La llei defensa aquest dret actualment.

### Importància hídrica
En el context del sud-est ibèric, una regió amb pluges escasses i irregulars, els aljubs van constituir una solució adaptativa clau per aprofitar al màxim l'aigua de pluja. L'aigua recollida s'utilitzava per al consum humà, per abeurar el bestiar i, en menor mesura per a usos agrícoles

### Tipologies
Els aljubs poden variar molt segons la seva funció, el lloc on es troben i el període històric. Es poden trobar tant en forma de simples dipòsits sota terra com en estructures de pedra més complexes, amb divisions internes per a la depuració de l'aigua.
Alguns dels tipus més coneguts són:
- Aljubs agrícoles: construïts per garantir el subministrament d'aigua en zones agrícoles de secà.
- Aljubs urbans: comuns en ciutats medievals mediterrànies per a l'abastament de la població.
- Aljubs de camí: situats en rutes comercials per al proveïment d'aigua als viatgers.